# Bakar sulfid
Bakar sulfid opisuje familiju hemijskih hedinjenja i minerala sa formulom . Neki bakarni sulfidi su ekonomski važne rude.
Prominentni bakarno sulfidi minerali su  (halkocit) i CuS (kovelit). U rudarskoj industriji, minerali bornit ili halkopirit, koji se sastoje od smeše bakarno-gvozdenih sulfida, se često nazivaju "bakarnim sulfidima". U hemiji, "binarni bakarni sulfid" je bilo koje binarno hemijsko jedinjenje elemenata bakra i sumpora. Nezavisno od njihovog izvora, bakar sulfidi široko variraju u njihovom sastavu sa 0.5 ≤ Cu/S ≤ 2, uključujući brojna nestehiometrijska jedinjenja.

## Poznati bakar sulfidi
Prirodna mineralna binarna jedinjenja bakra i sumpora su navedena ispod. Verovatno postoje i druga jedinjenja koja još nisu otkrivena. Na primer istraživanja "blaubleibender kovelita" formiranog prirodnim izluživanjem kovelita indiciraju da postoje druge metastabilne Cu-S faze koje još nisu okarakterisane.
- 2, vilamaninit[2] ili 2[3]
- , kovelit[2], bakar monosulfid
- , jarovit[4]
- spionkopit[4]
- , girit[5]
- , anilit[2]
- , digenit[2]
- , djurleit[2]
- , halkocit[2]